# 周少保
周少保（Chow Siu Po，1896年－？），籍貫：廣東省四會市，粵劇小武，首本戲有《蓮花血》及《打死下山虎》。周少保幼習技擊，得少林寺的「三星指」訣，能以一搏十餘人。與李福林將軍的胞弟李福民是結拜兄弟，曾經一度在河南省當兵，清黨運動後，移居香港油麻地 。
- 周少保在舞台上以打「五色真軍器」著名，使用真刀及犀利武器，落鄉演劇，往往一出虎度門，即發出飛鏢，插中戲棚之木大杉搖搖欲墮。二十年代南來香港，曾做東設宴共和酒樓宴請十班台柱，被豆粉水（樓面侍應）譏為「擘口仔」（俗語，即吃開口飯的小伙子，有負面意思）而將對方亂打一通。豆粉水召集行家全武行包圍酒家，靚仙等則班齊打武家支援，創下塘西「開片」紀錄。據說鬥爭以打武家得勝，警察到場彈壓告終。翌日各報以大字標題曰「周少保靚仙大鬧共和樓，打倒豆粉水」。[2]

- 1927年5月16日（星期一）搭乘「源生號」輪船到新加坡，「英年樂班」以1,500元聘請他演出三晚，原訂在1927年5月21日（星期六）晚上開演[1]。根據1927年5月25日（星期三）的新加坡《南洋商報》記述，周少保在1927年5月21日（星期六）早上被新加坡「偵探總監」傳召到警署即被拘留，狎返「英年樂班」宿舍，搜查他的行李時，發現有一枚中國共產黨徽章及 宣傳共產主義的印刷品，遂在1927年5月23日（星期一）被押戒下船回香港，並禁止再到南洋[3]。

- 周少保組成「周少保男女劇團」在1935年7月25日（星期四）於香港「東樂戲院」日場演出《山東響馬》；夜場演出《武松殺嫂》，其他演員包括：梁麗雲、蛇王坤、黃寶琴、曾鵬飛、蘇定華、方通靈、葉瑞蘭、少新華[4]。

- 周少保素嫻技擊，亦擅長槍法，曾經歸李福林將軍旗下第五軍任衛隊長，廣州被大日本皇軍攻陷時，他加入「市區自衛隊」為前鋒敢死隊隊長 ，在廣州南部鄉村為遊擊隊教授大刀術，曾經夜襲大日本皇軍的軍營，殺死50多名大日本皇軍[5]。

- 『香港學生賑濟會』邀請周少保在太平戲院演戲籌款，1939年8月12日（星期六）晚上演《打死下山虎》；1939年8月13日（星期日）晚上演《王彥章撑渡》，伊秋水客串演出[6]。

## 外部連結
- 韋基舜：《吾土吾情》周少保愛犬「下山虎」[永久]
- 韋基舜：《吾土吾情》周少保贏了彩金輸了狗[永久]